# Khalid Skah
Khalid Skah (* 29. ledna 1967 Midelt) je bývalý marocký atlet, běžec na dlouhé tratě, olympijský vítěz v běhu na 10 000 metrů z roku 1992.

## Sportovní kariéra
Mezinárodní kariéru zahájil jako přespolní běžec, stal se mistrem světa v přespolním běhu v letech 1990 a 1991. První medaili na atletických šampionátech dráze získal na mistrovství světa v atletice v Tokiu v roce 1991, kde skončil třetí v běhu na 10 000 metrů a šestý na poloviční trati.
Životního úspěchu dosáhl na olympiádě v Barceloně v roce 1992, kde zvítězil v běhu na 10 000 metrů. O dva roky později se stal mistrem světa v půlmaratonu. Na světovém šampionátu v roce 1995 získal v běhu na 10 000 metrů stříbrnou medaili.